# Imperial War Museum North
Imperial War Museum North – muzeum wojenne w Trafford, w hrabstwie Wielki Manchester, w Anglii. Otwarte 5 lipca 2002 i stanowi jeden z pięciu oddziałów Imperial War Museum, pierwszy poza południowo-wschodnimi obszarami Anglii. Obiekt powstał na podstawie projektu architekta Daniela Libeskinda i jest zaliczany do architektury dekonstruktywistycznej.

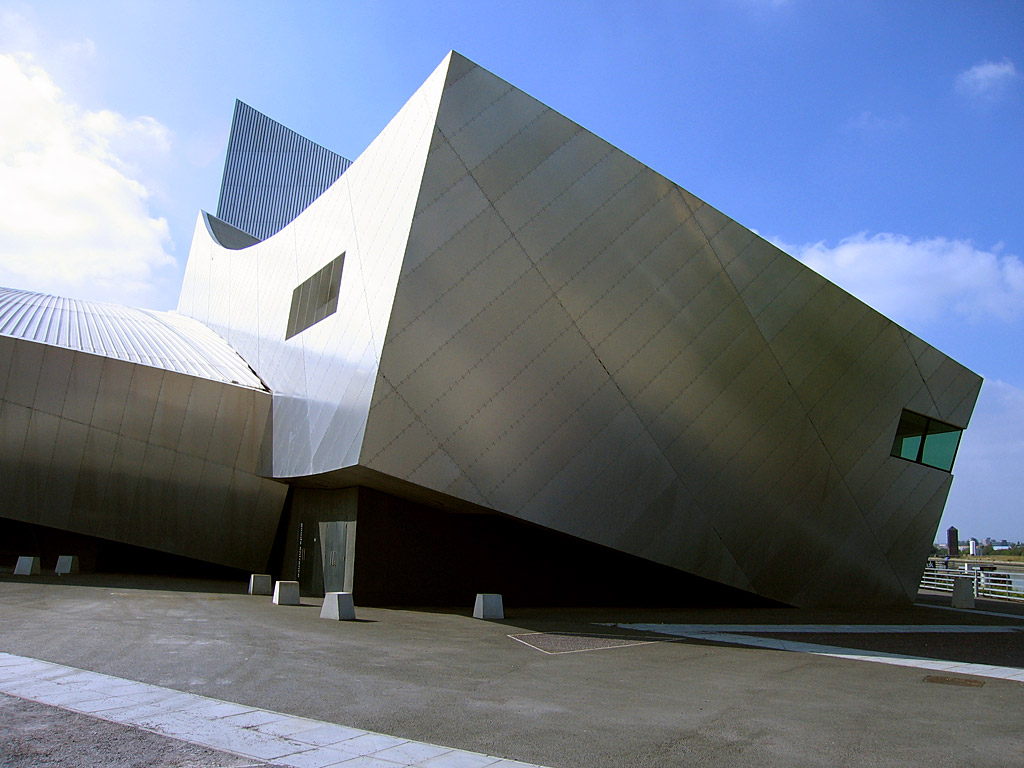
Fasada wschodnia muzeum z aluminiową okładziną
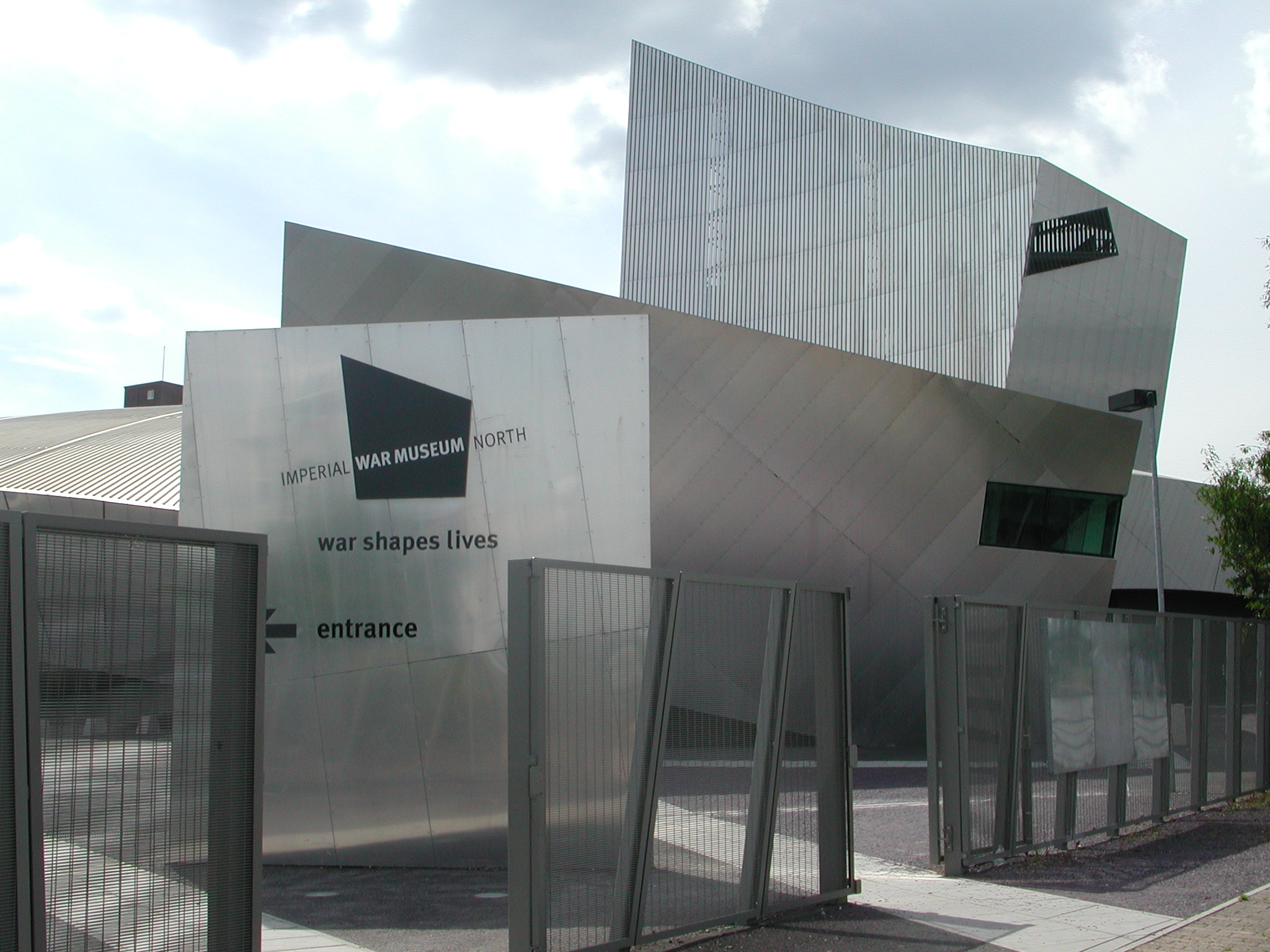
Wejście do kanału
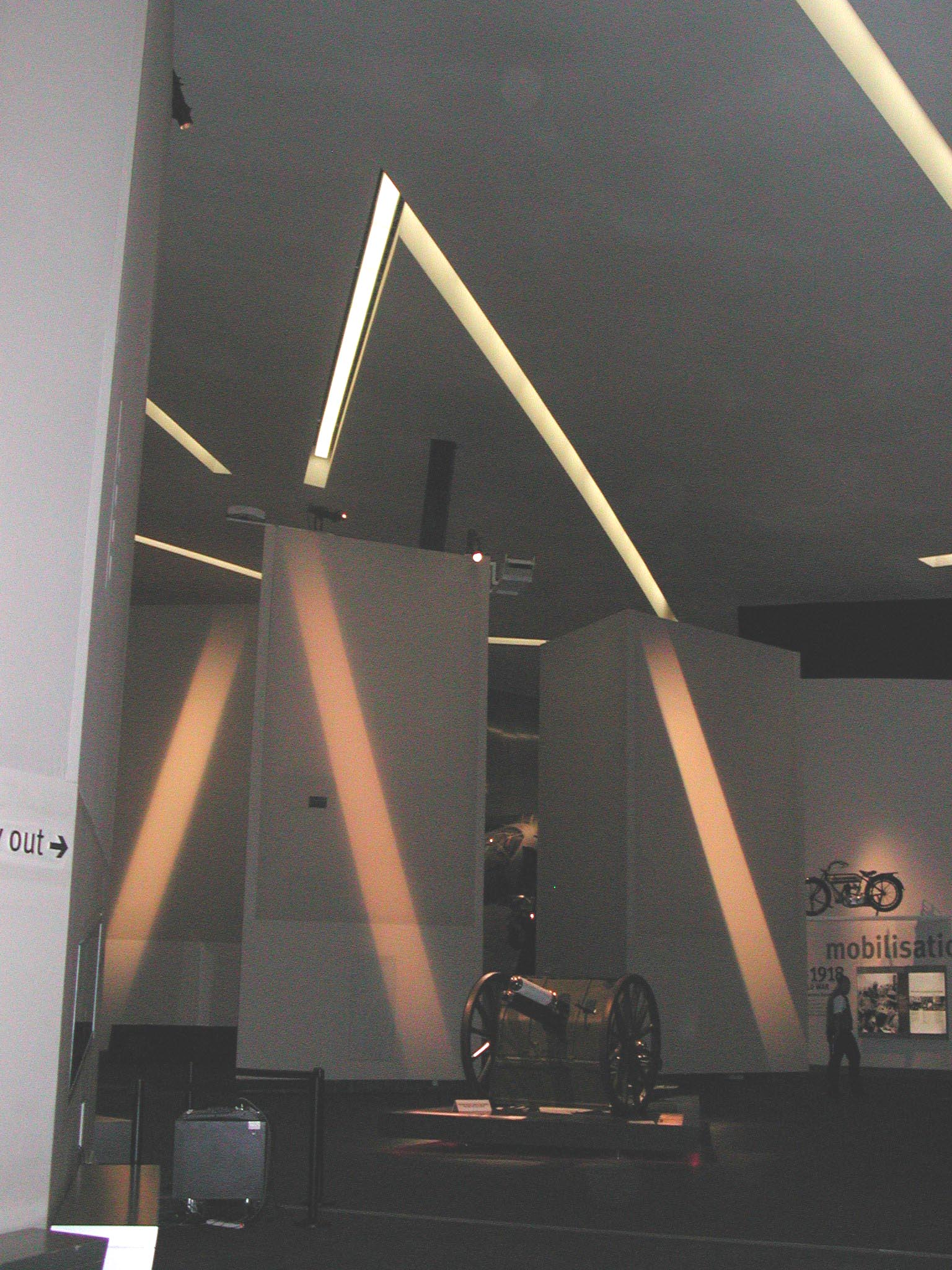
„Big Picture”
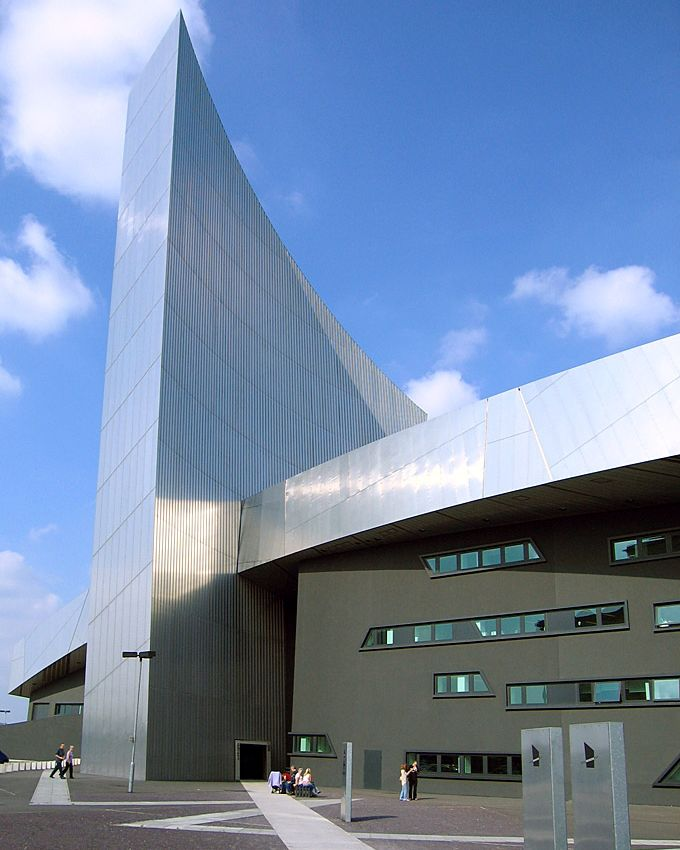
Elewacja południowa